# 꽃의 이름
《꽃의 이름》(花の名前)은 사이토 겐이 그린 만화이다. 2004년부터 《LaLaDX》(하쿠센샤)에 연재를 했었다. 4권 완결.

## 단행본
- 대한민국 정발에 맞춘 표이다
- 꽃의 이름 ( 작, 번역:최윤정)

1. 2006년 6월 2일　(ISBN 9788952984487)
2. 2006년 7월 3일　(ISBN 9788952984692)
3. 2007년 3월 5일　(ISBN 9788952985088)
4. 2008년 2월 5일  (ISBN 9788925806839)